# Marek Filipczak
Marek Filipczak (ur. 15 kwietnia 1960 w Warszawie) – polski piłkarz, grający na pozycji napastnika.

## Kariera
Jest wychowankiem Reduty Warszawa, natomiast seniorską karierę rozpoczynał w Farmacji Tarchomin. Na początku 1981 roku został piłkarzem trzecioligowej Polonii Warszawa. Pół roku później za sprawą trenera Zbigniewa Tądera trafił do Widzewa Łódź. W klubie tym w ataku grał między innymi z Włodzimierzem Smolarkiem. W sezonie 1981/1982 zdobył z Widzewem mistrzostwo Polski, zaś sezon później dotarł do półfinału Pucharu Europy. W sezonie 1984/1985 reprezentował barwy Bałtyku Gdynia, po czym przeszedł do Stali Mielec. W sezonie 1986/1987 spadł z klubem z I ligi, ale już rok później wywalczył ze Stalą awans do najwyższej klasy rozgrywkowej. W latach 1988–1989 był zawodnikiem Olimpii Poznań. W 1990 roku wyjechał do Norwegii, grając w SK Brann. Karierę piłkarską kończył w 1993 roku w Løv-Ham Fotball.
Po zakończeniu kariery pozostał w Norwegii, gdzie założył firmę transportową.

## Statystyki ligowe
| Sezon         | Klub             | Liga        | Mecze | Gole |
| ------------- | ---------------- | ----------- | ----- | ---- |
| 1980/1981 (w) | Polonia Warszawa | III liga    | ?     | ?    |
| 1981/1982     | Widzew Łódź      | I liga      | 22    | 10   |
| 1982/1983     | Widzew Łódź      | I liga      | 24    | 6    |
| 1983/1984     | Widzew Łódź      | I liga      | 17    | 0    |
| 1984/1985     | Bałtyk Gdynia    | I liga      | 30    | 4    |
| 1985/1986     | Stal Mielec      | I liga      | 24    | 6    |
| 1986/1987     | Stal Mielec      | I liga      | 30    | 9    |
| 1987/1988     | Stal Mielec      | II liga     | ?     | ?    |
| 1988/1989     | Olimpia Poznań   | I liga      | 27    | 10   |
| 1989/1990 (j) | Olimpia Poznań   | I liga      | 13    | 1    |
| 1990          | SK Brann         | 1. divisjon | 17    | 3    |
| 1991          | SK Brann         | Tippeligaen | 17    | 2    |
| 1992          | SK Brann         | Tippeligaen | 2     | 0    |
| 1993          | Løv-Ham Fotball  | 2. divisjon | ?     | ?    |